# ستيف فوستر (ملاكم)
ستيف فوستر (بالإنجليزية: Steve Foster)‏ (28 ديسمبر 1960 بسالفورد في المملكة المتحدة - ) هو ملاكم بريطاني، صنّف ضمن فئة الوزن المتوسط الخفيف ‏ والوزن المتوسط السوبر ‏ والوزن المتوسط ووزن خفيف الوسط ‏.

## إحصائيات
خاض خلال مسيرته 39 نزالا، تعادل في 2 .

## روابط خارجية
- ستيف فوستر على موقع بوكس ريك (الإنجليزية) (registration required)